# Činžat
Činžat je naselje v Občini Lovrenc na Pohorju.